# Понґув (Равський повіт)
Понґув (пол. Pągów) — село в Польщі, у гміні Біла-Равська Равського повіту Лодзинського воєводства.
Населення — 50 осіб (2011).
У 1975-1998 роках село належало до Скерневицького воєводства.

## Демографія
Демографічна структура станом на 31 березня 2011 року:
|          | Загалом | Допрацездатний вік | Працездатний вік | Постпрацездатний вік |
| -------- | ------- | ------------------ | ---------------- | -------------------- |
| Чоловіки | 26      | 3                  | 17               | 6                    |
| Жінки    | 24      | 6                  | 10               | 8                    |
| Разом    | 50      | 9                  | 27               | 14                   |